# Richard Kind
Richard John Kind (ur. 22 listopada 1956 w Trenton) – amerykański aktor teatralny, telewizyjny, filmowy i głosowy.

## Życiorys
Absolwent szkoły komunikacji na Northwestern University. Kształcił się następnie w Chicago w grupie teatralnej The Second City.
Jako aktor teatralny związany później m.in. z Broadwayem. Wystąpił tam w takich sztukach jak The Tale of the Allergist's Wife, The Producers, Sly Fox, Dirty Rotten Scoundrels i The Big Knife. Rola w tej ostatniej przyniosła mu nagrodę aktorską Drama Desk Award oraz nominację do Tony Award.
W produkcjach filmowych debiutował w połowie lat 80. W latach 1990–1991 grał jedną z głównych ról w serialu komediowym Carol & Company produkowanym przez NBC. Od 1992 do 1999 wystąpił w 37 odcinkach sitcomu Szaleję za tobą, wcielając się w postać Marka Devanowa. Popularność przyniosła mu rola Paula Lassitera w serialu komediowym Spin City, gdzie występował u boku Charliego Sheena i Michaela J. Foxa. Między 1996 a 2002 pojawił się we wszystkich 145 odcinkach tej produkcji. W 2014 został obsadzony w roli burmistrza Aubreya Jamesa w Gotham, w 2015 dołączył do głównej obsady serialu Red Oaks. Grał liczne epizodyczne role w filmach, m.in. w Gwiezdnych wrotach, Niebezpiecznym umyśle, debiucie reżyserskim George’a Clooneya, a także Spotkaniu. W 2009 wcielił się w postać brata głównego bohatera w Poważnym człowieku w reżyserii braci Joela i Ethana Coenów.
Aktywny również jako aktor głosowy. Dubbingował kota Toma w Tom i Jerry: Wielka ucieczka, anakondę Larry’ego w Dżungli, Mordę w Dawno temu w trawie i Vana w Autach.

## Filmografia

### Filmy
- 1988: Vice Versa
- 1991: Queens Logic
- 1992: Komik na sobotę
- 1992: Tom i Jerry: Wielka ucieczka (głos)
- 1993: Quest of the Delta Knights
- 1994: Clifford
- 1994: Gwiezdne wrota
- 1994: Jimmy Hollywood
- 1998: Dawno temu w trawie (głos)
- 2000: Tom Sawyer (głos)
- 2002: Niebezpieczny umysł
- 2003: Dróżnik
- 2004: Dog Gone Love
- 2004: Garfield (głos)
- 2005: Czarownica
- 2005: Producenci
- 2006: Auta (głos)
- 2006: Dżungla (głos)
- 2006: I ty możesz zostać bohaterem (głos)
- 2006: Minkey detektyw
- 2007: Big Stan
- 2007: National Lampoon's Bag Boy
- 2007: Spotkanie
- 2007: The Grand
- 2007: Wielki Stach
- 2008: Dr Dolittle i pies prezydenta (głos)
- 2008: The Understudy
- 2009: Poważny człowiek
- 2010: Medium
- 2010: Przyjaciel świętego Mikołaja (głos)
- 2010: Toy Story 3 (głos)
- 2011: Auta 2 (głos)
- 2012: Operacja Argo
- 2014: Rekinado 2: Drugie ugryzienie
- 2015: W głowie się nie mieści (głos)[4]

### Seriale TV
- 1990: Carol & Company
- 1992: Szaleję za tobą
- 1995: Pomoc domowa
- 1996: Spin City
- 2001: Oswald (głos)
- 2002: Byle do przodu
- 2002: Pohamuj entuzjazm
- 2003: Hoży doktorzy
- 2003: Kim Kolwiek (głos)
- 2005: Amerykański tata (głos)
- 2006: Gwiezdne wrota: Atlantyda
- 2007: Dwóch i pół
- 2007: Świry
- 2009: Dopóki śmierć nas nie rozłączy
- 2009: Pingwiny z Madagaskaru (głos)
- 2010: Tożsamość szpiega
- 2011: Luck
- 2013: Złoty chłopak
- 2013: Żona idealna
- 2014: Gotham
- 2014: Randy Cunningham: Nastoletni ninja
- 2014: Red Oaks
- 2018: Młody Sheldon[4]